# Carlton W. Faulkner
Pour les articles homonymes, voir Faulkner.
Carlton Wilson "Carl" Faulkner est un ingénieur du son américain né le 7 juin 1904 à Bay Hundred (Maryland) et mort le 28 janvier 1967 à Los Angeles (Californie).

## Filmographie (sélection)
- 1955 : La Colline de l'adieu (Love Is a Many-Splendored Thing) d'Henry King
- 1956 : Le Roi et moi (The King and I) de Walter Lang
- 1958 : Le Barbare et la Geisha (The Barbarian and the Geisha) de John Huston
- 1965 : L'Extase et l'Agonie (The Agony and the Ecstasy) de Carol Reed
- 1965 : L'Express du colonel Von Ryan (Von Ryan's Express) de Mark Robson
- 1966 : Notre homme Flint (Our Man Flint) de Daniel Mann

## Distinctions
- en tant que directeur du département son de 20th Century Fox

### Récompenses
- Oscars 1947 : Oscar scientifique et technique
- Oscars 1954 : Oscar scientifique et technique
- Oscars 1957 : Oscar du meilleur mixage de son pour Le Roi et moi

### Nominations
- Oscars 1956 : Oscar du meilleur mixage de son pour La Colline de l'adieu
- Oscars 1959 : Oscar du meilleur mixage de son pour Le Bal des maudits
- Oscars 1960 : Oscar du meilleur mixage de son et Oscar des meilleurs effets spéciaux pour Voyage au centre de la Terre